# Klaus Mann
Klaus Heinrich Thomas Mann, nemški pisatelj, * 18. november 1906, München, Nemčija, † 21. maj 1949, Cannes, Francija. 
Začetek njegove literarne poti sega v čas Weimarske republike. Sin Thomasa Manna je že v svojih zgodnjih delih obravnaval za takratni čas tabuizirane teme in zato veljal za obstranca. Po izselitvi iz Nemčije leta 1933 se je v tematiki njegovih del kristalizirala bistveno novejša smer: Klaus Mann se je pridružil literatom, ki so se borili proti nacionalsocializmu. Kot izgnanec je leta 1943 prevzel ameriško državljanstvo. Njegova dela so na novo odkrili šele mnogo let po njegovi smrti. Danes velja za enega pomembnejših predstavnikov nemške literature eksila po letu 1933. 

## Življenje
Klaus Mann je bil rojen v Münchnu, v meščanski družini, kot drugi otrok in najstarejši sin Thomasa Manna in njegove žene Katje. Njegov oče se je poročil z edino hčerjo premožnejše družine Pringsheim v Münchnu. Ravno takrat pa je s svojim romanom Buddenbrookovi postal literarno priznan. V družini Mann so Klausa klicali „Eissi“ ali „Aissi“ , prvotno mu je ljubkovalno ime nadela sestra Erika, pozneje pa ga je v svojih pismih in dnevniku uporabljal Thomas Mann. 
Svoj izvor je Klaus Mann označil kot „najgrenkejšo problematiko svojega življenja“, saj so njegovo pisateljsko delo vse življenje primerjali z delom slavnega očeta, katerega prepoznavnost je po drugi strani povzročala, „da sta mi moje ime in slaven priimek mojega očeta, na katerega tudi pomislimo, začetek olajšali. [...] Svojega nepristranskega bralca še nisem našel.“  Svojo prvo izdajo pri osemnajstih letih leta 1924 v tedniku Die Weltbühne je Klaus Mann izdal pod psevdonimom.
Odnos do njegovega očeta, ki je deloval odtujeno, je bil nenehno ambivalenten. Zgodaj je tožil v svojem dnevniku:„Č-jeva [Thomas Mann] popolna hladnost proti meni.“  Thomas Mann, v družini so ga poimenovali čarovnik, je kmalu po smrti svojega sina Klausa vendarle zapisal:
„Ne glede na to, da njegovemu delu škoduje prevelika površnost in lahkotnost, pa iskreno mislim, da je spadal k najbolj nadarjenim svoje generacije, morda je bil celo najbolj nadarjen.“ Velja za odprto homoseksualno osebnost, ki je ob tem zelo kritična do homoseksualnih osebnosti brez prepoznavnih trdnih stališč. 
Z materjo Katio, še posebej pa z Eriko (v družinskem krogu so jo klicali Eri), je imel tesen in zaupen odnos, kar se kaže v številnih pismih, ki jih je pisal vse do smrti.

### Otroštvo in mladost
Klaus Mann je bil rojen v Münchnu, mestnem predelu Schwabing, od leta 1910 je živel z družino v mestnem predelu Bogenhausen v dveh povezanih štirisobnih stanovanjih, kjer je vključno s šestglavo družino z brati in sestrami Eriko, Klausom, Golom in Moniko živelo tudi hišno osebje. Družina se je 1914 preselila v predel, imenovan Herzogpark, na ulico Poschinger, zato so otroci hišo ljubkovalno poimenovali Poschi. 
Poletne mesece je družina pretežno preživljala v leta 1908 zgrajeni podeželni hiši pri Bad Tölzu. Aprila leta 1918 je na svet prišla Elisabeth („Medi“), leto zatem pa še šesti otrok družine Mann, Michael („Bibi“).
V hiši Klausovih staršev je bilo polno različnih kulturnih spodbud. V goste so prihajali pisatelji kot Bruno Frank, Hugo von Hofmannsthal, Jakob Wassermann in Gerhart Hauptmann, ravno tako očetov založnik Samuel Fischer. Sosed Bruno Walter, münchenski glasbenik, je Klausu in njegovim sorojencem približal klasično glasbo in opero. Starša sta jim brala svetovno literaturo, kasneje je oče recitiral svoja dela. Z dvanajstimi leti je Klaus Mann po lastni volji vsak dan prebral eno knjigo. Njegovi najljubši avtorji so bili pri šestnajstih letih zahtevni literati:
„Enako močno žarijo štiri zvezde, ki v tem času vladajo mojemu nebu in katerim se še vedno rad zaupam: Sokrat, Nietzsche, Novalis in Walt Whitman.“ 
Prav tako se je čutil povezanega s pesnikom Stefanom Georgeom: „V svoji mladosti sem Stefana Georga častil kot templjarja, katerega poslanstvo in dejanje je opisal v svoji pesmi. Ker naši kulturi s požrešnostjo grozi črn val nihilizma, [...] se je domislil načrta – bojevit jasnovidec in navdahnjen jezdec.“ Kasneje pa se je Mann vendarle odrekel narodnemu kultu  čaščenja, ki je gnal pesnika.  Močan vpliv na njegovo kasnejše pisateljevanje so imela še dela njegovega očeta in strica Heinricha Manna, ki mu je bil literarni in politični zgled. 
Od leta 1912 do 1914 je Klaus s sestro Eriko obiskoval zasebno šolo, zatem pa dve leti osnovno šolo Bogenhaus. Skupaj s sestro in Rickijem Hallgartnem, sinom judovske intelektualne družine iz soseske, je leta 1919 ustanovil gledališko skupino, ki si je nadela ime Laienbund Deutscher Mimiker. Skupina je bila dejavna tri leta ter uprizorila 8 predstav, med drugim tudi Klausovo delo Modrobradi jezdec (Ritter Blaubart) iz leta 1921. V tem času je Klaus popisal številne šolske zvezke z gledališkimi deli in verzi, želel je postati igralec. Svojemu dnevniku je zaupal: „Moram, moram, moram postati slaven. “ 
Po osnovni šoli je Klaus Mann obiskoval gimnazijo v Münchnu. Izrazito dobre rezultate je pokazal le pri pisanju spisov, sicer je bil povprečen, slabši učenec. Šola se mu je zdela enolična in brezpomenska – nadležna obveznost.  Izven šole je veljal za vodjo zloglasne skupine Herzogpark (istoimenska soseska v bližini), ki so jo sestavljali člani nekdanje skupine Laienbund Deutscher Mimiker. Njihove domislice pa niso bile le angažirane, temveč marsikdaj tudi zlonamerne, zato so se starši odločili za internatsko vzgojo. Staršem so predlagali šolo Odenwald, ki jo je vodil reformski pedagog Paul Geheeb. Obiskoval jo je manj kot leto dni, nato pa jo je pozitivnim doživetjem in novim prijateljstvom navkljub, po lastni želji zapustil. Marsikaj kaže na to, da je imel Klaus tu prva homoerotična nagnjenja. V svoji drugi avtobiografiji je pisal, da se je na šoli Odenwald zaljubil v sošolca Uta Gartmanna:„Njegov glas je bil hladen in čist. Bil je osamljen in nesluteč, tako kot so živali in angeli. Zapisal sem na košček papirja: 'Rad te imam'.“  Na šoli je razvil samorazumevanje umetnika in čustvenega izobčenca. Ta občutek izrazi v svojem pismu cenjenemu ustanovitelju in ravnatelju Paulu Geheebu, od katerega se poslovi z besedami: „Povsod bom – ostal tujec. Človek, kot sem jaz, je vsepovsod in neprestano osamljen.“  Kljub nenadnemu odhodu je ostal povezan s šolo in ravnateljem. Sprva se vrne v hišo svojih staršev in dobiva zasebne inštrukcije za pripravo na maturo, vendar leta 1924 z njimi prekine.
V času gospodarske in politične krize, v letu inflacije leta 1923, je imela generacija mladih občutek, da so izgubili tla pod nogami, vrednote očetov so postale brezpomenske. Klaus se je pogosto zadrževal v berlinskih in münchenskih kabarejih in barih, da bi potlačil ta občutek pripadnosti „izgubljeni generaciji“ ter opisoval svoja doživetja v dnevniku: 
„Ker se nam münchenski lokali in ateljeji niso zdeli privlačni, smo si ustvarili svoje lastne majhne boemske prostore, radoživ, čeravno nekoliko otročji krog. Mladi mož po imenu Theo [Theo Lücke, mladi borzni špekulant] je financiral naše eskapade; on je bil tisti, ki nas je peljal v drage restavracije in diskoteke, ki smo jih do takrat hrepeneče opazovali le od zunaj. [...] Theo je organiziral plese v maskah,, nočne vožnje s sanmi, razkošne konce tedna v Garmischu ali ob jezeru Tegern. 
Po Veliki noči leta 1924 je Klaus več tednov preživel pri Alexandru von Bernusu, prijatelju njegovega očeta, v samostanu Neuburg pri Heidelbergu, kjer je delal na zbirki novel Pred življenjem (Vor dem Leben), pesmih iz kabareja in drugih. V začetku septembra je sledil sestri Eriki v Berlin. Pri osemnajstih je tam dobil svoje prvo stalno mesto kot gledališki kritik pri 12 Uhr Blatt, vendar ostal le nekaj mesecev. Naprej je živel kot svobodni pisatelj, vseskozi brez stalnega bivališča.

### Prvi uspehi
Junija 1924 se je Klaus zaročil s prijateljico iz mladosti Pamelo Wedekind, najstarejšo hčerjo dramatika Franka Wedekinda, ki je imela prav tako tesen odnos s sestro Eriko. Zaroko sta januarja 1928 razdrla. 
Njegovo prvo gledališko delo Anja in Esther, v katerem je obravnaval teme internatskih časov, je bilo prvič krstno uprizorjeno 20. oktobra 1925 v Münchnu in 22. oktobra v hamburških Kammerspiele.  V Hamburgu so v glavnih vlogah nastopili Klaus in Erika Mann, Pamela Wedekind, prav tako tudi Gustaf Gründgens. „Z bregov Severnega morja vse do Dunaja, Prage in Budimpešte se je slišal neznanski hrup v Blätterwaldu: Otroci pesnikov se igrajo gledališče!  V javnosti je predstava povzročila škandal, saj je tematizirala ljubezen dveh lezbijk. Vsej kritiki navkljub so otroci pesnikov igrali pred polnim občinstvom. 
Klausova prva knjižna izdaja, ki je izšla leta 1925 v založbi Gebrüder Enoch, je zbirka novel z naslovom Pred življenjem (Vor dem Leben). Istega leta, ko je objavil roman Pobožni ples (Der fromme Tanz), ki velja za enega prvih homoseksualnih romanov nemške literature, Klaus javno prizna, da je homoseksualec. Roman je nastal po velikem potovanju spomladi leta 1925, na katerem je prepotoval Anglijo, Pariz, Marseille, Tunizijo ter se vračal prek Palerma, Neaplja in Rima.
Klaus je živel nestanovitno življenje, brez obstanka. Leta 1925 se je pogosto zadrževal v Parizu, kjer je spoznal številne francoske pisatelje, kot denimo Jeana Cocteauja, katerega delo Les Enfants terribles je uprizoril leta 1930 pod naslovom Sorojenci (Geschwister). Pesnik André Gide, v katerem je videl neke vrste očeta, mu je bil intelektualni in moralni vzor, toda Andre mu izkazovane čustvene topline ni vračal. René Crevel, nadrealistični pisatelj, je bil Klausov prijatelj, s pomočjo katerega je spoznal krog pariških nadrealistov. Iz začetniške simpatije do umetniškega gibanja je razvil odpor, ki ga je izrazil v esejih Avantgarda – včeraj in danes (Die Avantgarde – gestern und heute) (1941) in v Nadrealističnem ciklu (Surrealistischer Zirkus) (1943); glavni razlogi za to so bila krčevita komunistična politiziranja in „kult vodje“ Andréja Bretona, ki ga je Klaus Mann obtožil za samomor Crevela leta 1935. 
Leta 1929 je izšel Klausov roman Alexander. Roman utopije (Alexander. Roman der Utopie), v katerem je opisoval življenjsko zgodbo Aleksandra Velikega. V primerjavi z njegovim prvim romanom Pobožni ples (Der fromme Tanz) je jezik bolj funkcionalen, skop. Vendar Klaus ostaja predstavnik tradicionalnega, izčrpnega pisalnega sloga. Čeprav se je štel za pripadnika 'Izgubljene generacije', si za zgled ni vzel nobenega ameriškega književnika tamkajšnje 'Izgubljene generacije', kot so bili Gertrude Stein, Sherwood Anderson ter Ernest Hemingway, ki so se izražali v kratkih, enostavno grajenih stavkih.
Zakon dveh umetnikov, Erike Mann in Gustafa Gründgensa, ni trajal dolgo; 9. januarja 1929 je sledila ločitev. Kasneje si je Klaus vzel Gründgensa za predlogo lika romana Mefisto – roman o karieri (Mephisto), ki je leta 1939 izšel v Amsterdamu. Leta 1971 pa je zaradi prepovedi nove izdaje Mefista, nastal literarni škandal v Zvezni republiki Nemčiji.

### Znanilci Tretjega rajha
Svetovna kriza leta 1929 je pripomogla k preboju Nacionalsocialistične nemške delavske stranke na oblast; na volitvah 14. septembra 1930 je število njenih glasov skokovito naraslo, tako da je lahko mandate v parlamentu povišala z 12 na 107. Klaus prvič javno zavzame svoje mesto v dnevni politiki na predavanju pred Dunajskim kulturnim združenjem jeseni 1930: „Kdor je bil v politiki še do včeraj apatičen, tega je izid naših volitev predramil.“ 
Spomladi leta 1932 izide njegova prva avtobiografija z naslovom Otrok tega časa (Kind dieser Zeit), posvečena Rickiju Hallgartnu, ki zajema leta od 1906 do 1924. V nekaj mesecih, vse dokler ne pride Hitler na oblast, knjiga doseže široko skupino bralcev, saj opisuje književni avtoportret slavnega sina ugledne družine, ki s svojimi anekdotami in razkritji zadovoljuje radovednost bralcev.  Otroka tega časa so leta 1933 prepovedali. 

### Evropski eksil
Z imenovanjem Hitlerja za nemškega kanclerja Tretjega rajha, se Klaus pridruži nasprotnikom nacionalsocializma in se v začetku leta 1933 politično udejstvuje v kabaretu Die Pfeffermühle (ustanovila ga je njegova sestra), ki se s svojim politično-satiričnim programom zoperstavlja nacionalsocializmu. 13. marca 1933 Klaus zapusti Nemčijo ter pobegne v Pariz, da bi se izognil aretaciji. 
Mannov roman Pobožni ples (Der fromme Tanz) so prav tako kot druga njegova dela nacionalsocialisti med desetim majem in enaindvajsetim junijem 1933 zažgali. V svojem dnevniku se enajstega maja na dogodek skorajda cinično odzove: „Včeraj so torej tudi moje knjige javno zažgali v vseh nemških mestih; tudi v Münchnu na Königsplatzu. Primitivnost do skrajnosti. Ampak sem počaščen.“ 
Nekateri avtorji, med njimi Stefan Zweig, Robert Musil, Alfred Döblin in Klausov oče Thomas, so zavračali pomoč ali pa so se naknadno oddaljili od tiska, zaradi preveč politično naravnanih vsebin. V tem so videli slabosti, bali so se za svoje lastno delo v Nemčiji. Založnik Gottfried Bermann Fischer je nazorno utemeljeval, da kdor bo še naprej želel svoje knjige objavljati v Nemčiji, ne sme delati pri reviji kot je Sammlung, saj jo je Rajh prepovedoval.  
V naslednjih letih je Klaus stalno menjal bivališča, živeč kot emigrant v Amsterdamu in Parizu, na Češkoslovaškem, Madžarskem, v Švici in ZDA. V tem času so izšla tri njegova najpomembnejša dela: Beg na sever (Flucht in den Norden), roman o Čajkovskem Simfonija patetike (Symphonie Pathetique) in Mephisto – kariera o uspehu (Mephisto). Preobrazba njegovega nekdanjega svaka Gustafa Gründgensa v povzpetnika in varovanca Hermanna Göringsa ter kulturnega predstavnika Tretjega rajha, ga je navdala z grozo in hkrati navdihnila za njegovo dobro poznano delo. Glavni junak Henrik Höfgen kot pristaš spominja na Diedericha Heßlinga iz Heinrich Mannovega satiričnega romana Podložnik (Der Untertan). Klaus Mann je med pisanjem Mephista roman znova prebral in spoznal, kako strašno preroška je aktualnost dela. 

### Ameriški eksil
Leto pred drugo svetovno vojno, septembra 1938, je tako kot starši emigriral v ZDA, ki si jih je Erika že leta 1937 izbrala za mesto eksila. Širile so se govorice krvoskrunstva med bratom in sestro ter bile vložene zlonamerne ovadbe njunih homoseksualnih odnosov. Od leta 1940 so uslužbenci FBI nadzorovali Klausovo in Erikino telefonsko in pisno komuniciranje, saj sta bila osumljena pripadništva komunizmu. Šele leta 1948 izvemo, da je FBI vodil njuno dokumentacijo. 
Od januarja 1941 do februarja 1942 je bil Klaus odgovorni urednik antifašistične revije Decision. A Review of Free Culture. Kljub intenzivnemu prizadevanju je revija po enem letu prenehala izhajati, saj je bilo naročnikov premalo. Neuspeh svojega projekta je Klaus občutil kot grenak poraz. Poleti 1941 je skušal prvič narediti samomor, katerega je urednik revije Christopher Lazare uspel preprečiti.  
Leta 1942 je izšla njegova druga avtobiografija Prelomnica (Der Wendepunkt), ki jo je napisal v angleščini in kasneje prevedel za nemško izdajo. Nemški rokopis je kmalu pred svojo smrtjo aprila 1949 uspel zaključiti. V primerjavi z angleško izdajo je v nemški pod opombo zapisano, da izdaji med seboj nista enaki; nemška verzija je obsežnejša in se konča s pismom iz septembra leta 1945, medtem ko se angleška zaključi z dnevniškim zapisom iz junija 1942. Ravno tako pa nekatere podrobnosti ameriške izdaje niso del nemške, saj so po avtorjevi oceni odvečne za nemškega bralca.

### Povojni čas in smrt
V Nemčiji se Klaus Mann ni mogel več počutiti domače, že kmalu je prepoznal tamkajšnje vladajoče okolje pritiskov in izpodrinjanj. Vdano je leta 1947 na angleškem predavanju dejal: „Da, počutil sem se kot tujec v svoji domovini. Prepad me je ločeval od mojih nekdanjih sodržavljanov. Kjerkoli sem že bil v Nemčiji, me je spremljal [...] nostalgični vodilni motiv: Ni več poti nazaj!“ 
Imel je čedalje večje težave s pisanjem. Tako kot je delil s svojim prijateljem Herbertom Schlüterjem, mu je pisanje postajalo „težje kot v živahnih otroških dnevih. Takrat sem imel 'jezik', s katerimi sem se lahko spretno izražal, sedaj sem razpet med dvema jezikoma. Pri angleščini ne bom nikoli 'čisto' doma, kot sem 'bil' pri nemščini – sicer pa 'nisem' več.“ Bal se je, da zanj kot za avtorja, ne bo več povpraševanja. Tako mu je pogum vzela zavrnitev Georga Jacobija, trgovskega vodje založbe Langenscheidt. Zavrnil je ravno sklenjeno pogodbo nove izdaje Mephista z utemeljitvijo, „kajti gospod Gründgens igra tu posebej pomembno vlogo. 
V začetku aprila se je preselil v Cannes, kjer je pisal svoj zadnji, nedokončani roman Zadnji dan (The last day), v katerem tematizira samomor kot reakcijo na pomanjkljivost sveta. Deset dni v maju je preživel na kliniki v Nici, kjer se je zdravil. 21. maja 1949 je umrl zaradi prevelike količine uspavalnih tablet v Cannesu. Še dneve prej je pisal pisma Hermannu Kestenu, mami in sestri, v katerih jim je poročal o težavah s pisanjem, finančni stiski in turobnem deževnem vremenu. Prav tako jim je razkril svoje načrte za poletje. Splet različnih okoliščin in vzrokov, kot na primer prikrita, a obstoječa želja po smrti, politična in osebna razočaranja ter tekoče zunanje okoliščine, so pripeljala Klausa do samomora. 
Na njegovem nagrobniku je pustila Erika v angleškem jeziku izklesati citat iz evangelija: „Kdor namreč želi ohraniti svoje življenje, ta ga bo izgubil; kdor pa svoje življenje izgubi […], ta bo ohranjen.“  Te besede je Klaus izbral kot moto svojega zadnjega romana Zadnji dan (The last day), ki je fragmentarno ohranjen. Leto kasneje je izšla knjiga Klaus Mannu v spomin (Klaus Mann zum Gedächtnis) z očetovim predgovorom in prispevki prijateljev, med njimi Max Brod, Lion Feuchtwanger in Hermann Kesten.

## Dela

### Romani
- Pobožni ples. Knjiga mladostnih pustolovščin (Der fromme Tanz, 1925)
- Alexander. Roman der Utopie, 1929
- Srečanje v neskončnem (Treffpunkt im Unendlichen, 1932)
- Beg na sever (Flucht in den Norden, 1934)
- Symphonie Pathétique: roman o Čajkovskem (Symphonie Pathétique. Ein Tschaikowsky, 1937; sl. 1962)
- Mefisto: roman o karieri (Mephisto, 1936; sl. 1984)
- Vulkan, roman med izgnanci (Der Vulkan, 1939)
- Zadnji dan (The Last Day, neobjavljen fragment)

### Pripovedi, poročila, eseji
- Pred življenjem (Vor dem Leben)
- V iskanju poti (Auf der Suche nach einem Weg)
- Druga Nemčija (The other Germany)
- Die Heimsuchung des europäischen Geistes

### Gledališka dela
- Anja in Esther (Anja und Esther)
- Sorojenci (Geschwister)
- Sedmi angel (Der siebente Engel)

### Avtobiografiji
- Otrok tega časa (Kind dieser Zeit)
- Prelomnica (Der Wendepunkt)

## Filmi po njegovih delih
- Mefisto (Mephisto)
- Srečanje v neskončnosti (Treffpunkt im Unendlichen)
- Vulkan (Der Vulkan)
- Mannov – roman stoletja (Die Manns – Ein Jahrhundertroman)